# Ignatius Ephräm I. Barsum

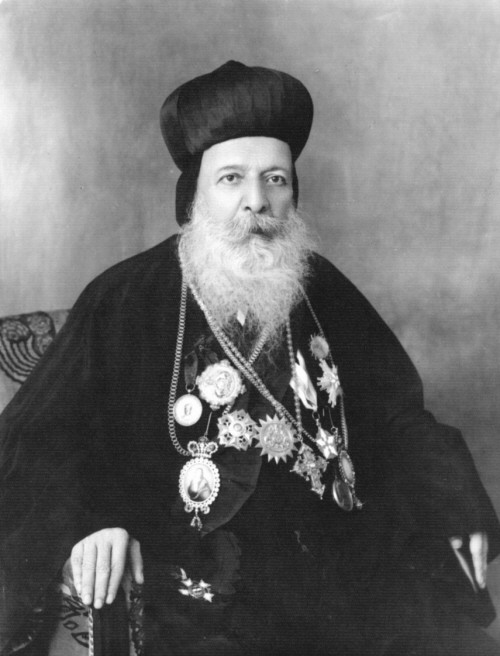
Ignatius Ephräm I. Barsum

Seine Heiligkeit Moran Mor Ignatius Ephräm I. Barsum (syrisch ܡܪܢ ܡܪܝ ܐܝܓܢܐܛܝܘܣ ܐܦܪܡ ܩܕܡܝܐ ܕܒܝܬ ܒܪܨܘܡ; arabisch إغناطيوس أفرام الأول برصوم; * 15. Juni 1887 in Mossul; † 23. Juni 1957 in Homs) war der 120. Patriarch von Antiochien der Syrisch-Orthodoxen Kirche und gelehrter Schriftsteller.
Ayyub (Taufname), Sohn des Istifan Barsoum und seiner Frau Susan, ging bei den Dominikanern in Mossul zur Schule und wirkte zunächst als Lehrer. 1895 wurde er Zeuge der Massaker von Diyarbakır an den Armeniern und anderen Christen. 1905 verließ er Mossul und trat in das Kloster Zafaran bei Mardin ein, damals Sitz des syrisch-orthodoxen Patriarchen. 1908 empfing er die Priesterweihe. 1911 übernahm er die Verantwortung für die Klosterdruckerei und begann systematische Handschriftenstudien in den Kirchen und Klöstern des Orients sowie den Bibliotheken Europas.
Am 20. Mai 1918 ordinierte Patriarch Ignatius Elias III. ihn zum Bischof von Homs (Emesa) in Syrien. Als solcher nahm er den Amtsnamen Severius an (nach Severus von Antiochien). Bei den Friedensverhandlungen nach dem Ersten Weltkrieg in Paris 1919/20 gehörte er zu den Vertretern der syrisch-christlichen Interessen. 1928/29 visitierte und förderte er im Auftrag des Patriarchen die syrisch-orthodoxe Diaspora in Nordamerika.
Nach dem Tod von Patriarch Elias III. 1932 ernannte ihn die Synode zunächst zum Patriarchatsverweser. Am 30. Januar 1933 wurde er zum Patriarchen gewählt und wählte als Amtsnamen Ignatius Ephräm I. Barsum. Er gründete neue Diözesen und ein Theologisches Seminar (heute in Beirut) und transferierte den Sitz des Patriarchats von Mardin (Türkei) nach Homs in Syrien.
Neben seiner Tätigkeit als Bischof und Patriarch verfasste er zahlreiche theologische, kirchengeschichtliche und sprachwissenschaftliche Werke in syrisch-aramäischer und arabischer Sprache.

## Hauptwerke
- Geschichte der syrischen Wissenschaften und Literatur. Übersetzt von G. Toro und A. Gorgis. Harrassowitz Verlag, Wiesbaden 2012. ISBN 978-3-447-06837-6, nach der 2. arabischen Auflage, Aleppo 1956. Original-Titel Al-lu'lu' al-manthūr fī tārīkh al-'ulūm wa-l-adab as-suryāniya.
- History of the Syriac Dioceses, 2 Bde. (Publications of the Archdiocese of the Syriac Orthodox Church 3). Gorgias Press,  Piscataway 2006/9. ISBN 978-1-59333-603-5; ISBN 978-1-59333-669-1.
- The History of Tur Abdin (Publications of the Archdiocese of the Syriac Orthodox Church 4). Gorgias Press,  Piscataway 2008. ISBN 978-1-59333-715-5.

| Vorgänger           | Amt                                | Nachfolger          |
| ------------------- | ---------------------------------- | ------------------- |
| Ignatius Elias III. | Patriarch von Antiochien 1933–1957 | Ignatius Jakob III. |

| Personendaten    | Personendaten                                                                       |
| ---------------- | ----------------------------------------------------------------------------------- |
| NAME             | Ignatius Ephräm I. Barsum                                                           |
| ALTERNATIVNAMEN  | Ignatius Aphram I. Barsoum                                                          |
| KURZBESCHREIBUNG | Patriarch von Antiochien der Syrisch-Orthodoxen Kirche und gelehrter Schriftsteller |
| GEBURTSDATUM     | 15. Juni 1887                                                                       |
| GEBURTSORT       | Mossul                                                                              |
| STERBEDATUM      | 23. Juni 1957                                                                       |
| STERBEORT        | Homs                                                                                |